# Hovenweep National Monument
Das Hovenweep National Monument liegt auf der Grenze zwischen den Bundesstaaten Colorado und Utah westlich des Ortes Cortez. Es wurde am 2. März 1923 durch den Präsidenten Warren G. Harding eingerichtet. Das National Monument besteht aus sechs nicht zusammenhängenden Gebieten mit Ruinen der indianischen Ureinwohner. Holly Canyon, Hackberry Canyon, Cutthroat castle und Goodman Point befinden sich dabei in Colorado, Cajon und Square Tower in Utah. Die Verwaltung befindet sich in der Nähe des Square Towers.

## Geschichte
1854 entdeckte eine mormonische Expedition unter der Leitung von W.D. Huntington die Ruinen, welche den zu diesem Zeitpunkt dort lebenden Indianern, den Ute und den Navajos, schon lange bekannt waren. Der Ausdruck Hovenweep kommt aus der Ute-Sprache und bedeutet so viel wie Ödes Tal. Der Ausdruck wurde 1874 von dem Maler und Fotografen William Henry Jackson übernommen.

## Archäologie
Die Bewohner von Hovenweep lebten ab etwa dem Jahr 900 sesshaft vom Ackerbau. In der über den größten Teil des Jahres sehr trockenen Landschaft hing der Erfolg des Anbaues von den Niederschlägen im Winter und Frühjahr und gelegentlichen Gewittern im Sommer ab. Um den Pflanzenwuchs zu sichern, wurden hier wie im gesamten Gebiet der Pueblo-Kultur kleine Dämme quer über die unregelmäßigen Wasserläufe gezogen, von denen das Wasser zu den Ackerflächen abgeleitet wurde. Eine 23 Jahre dauernde Trockenperiode, die nach den Baumringdatierungen 1276 begann, machte den Anbau unmöglich und zwang die Bewohner von Hovenweep ihre Heimat zu verlassen. Die Architektur ist geprägt von viereckigen, runden oder halbrunden Türmen und Bauten, die üblicherweise zwei bis drei Stockwerke hoch sind; die Funktion ist nicht geklärt. Die eigentlichen Pueblos mit ihren Wohngebäuden lagen benachbart, sie sind nur noch als Haufen von Steinen zu erkennen.

### Hauptgruppe (Square Tower)
In dieser dicht am Besucherzentrum gelegenen Gruppe findet sich die größte Anzahl an Bauten, darunter ungefähr 30 Kivas. Namengebend ist der viereckige (square) Turm in der Nähe einer kleinen Quelle. Zu dieser Gruppe gehören weitere Bauten am Rand oder Abhang des Canyons: Hovenweep Castle, Hovenweep House, Rim Rock House, Twin Towers, Stronghold House und Unit-type house.

### Cutthroat Castle Pueblo
Diese Gruppe von Bauten liegt etwas vom Beginn eines Canyons abwärts.
Die Baugruppe umfasst eine größere Anzahl von Kivas, wobei jene im Cutthroat Castle nicht wie üblich halb unterirdisch, sondern auf einem Felsblock errichtet wurde. Auch wenn an der Oberfläche nicht viele Bauten erkennbar sind, war das Pueblo relativ groß.
Das Cutthroat Castle besteht aus der erwähnten Kiva, die aber, auch das eine eigenartige Lösung, durch einen weiteren Raum umgeben ist, der von unterhalb des Felsens durch einen Felsspalt zu erreichen war.

### Holly
Die Gruppe von Bauten, benannt nach einem Rancher und Händler im 19. Jahrhundert, besteht aus zwei Komplexen, dem Tilted Tower (Schiefer Turm) und dem Boulder House (Felsenhaus). Der erste Komplex besteht aus einem Turm mit ursprünglich mehreren Stockwerken, die aber später in den Canyon, an dessen Rand das Gebäude steht, gestürzt waren. Das Boulder House war ebenfalls eine turmartige Struktur mit mehreren Stockwerken. Sie liegt auf einem Felsblock unmittelbar neben einer Sickerquelle und wurde um 1200 errichtet, wobei man die einzelnen Stockwerke eines nach dem anderen von innen her aufmauerte. Der Zugang zum Eingang war über die Felsoberfläche, auf der einfache Stufen zu erkennen sind.

### Horseshoe
Hier wurde ein  Turm mit gerundeten Wänden errichtet, der einen weiten Ausblick auf den Canyon, an dessen Spitze er steht, erlaubt. Zu der Gruppe gehört auch das Horseshoe House, das aus vier Bauten besteht, die zusammen die Form eines Hufeisens (Horseshoe) bilden.

### Hackberry
Die Hackberry-Gruppe liegt ungefähr 500 Meter östlich der letztgenannten Gruppe. Es handelt sich um eine große Gruppe von Bauten, von der nur ein Gebäude gut erhalten ist.

### Cajon
Dieses Pueblo liegt rund 14 km südwestlich vom Hovenweep Besucherzentrum. Es besteht aus mehreren Bauten, wie üblich an der Spitze eines Canyon gelegen, einige unter einem vorspringenden Felsen gelegen. Auch bei den freistehenden Bauten wurden Felsen zur Stabilisierung genutzt. Dies ist am besten bei dem runden Turm zu erkennen. Im Canyon sind die Reste eines Dammes aus Erde erhalten, der die Bedeutung anzeigt, welche Wasser und seine Speicherung in alter Zeit für die Bewohner hatten.

Hovenweep Gruppen
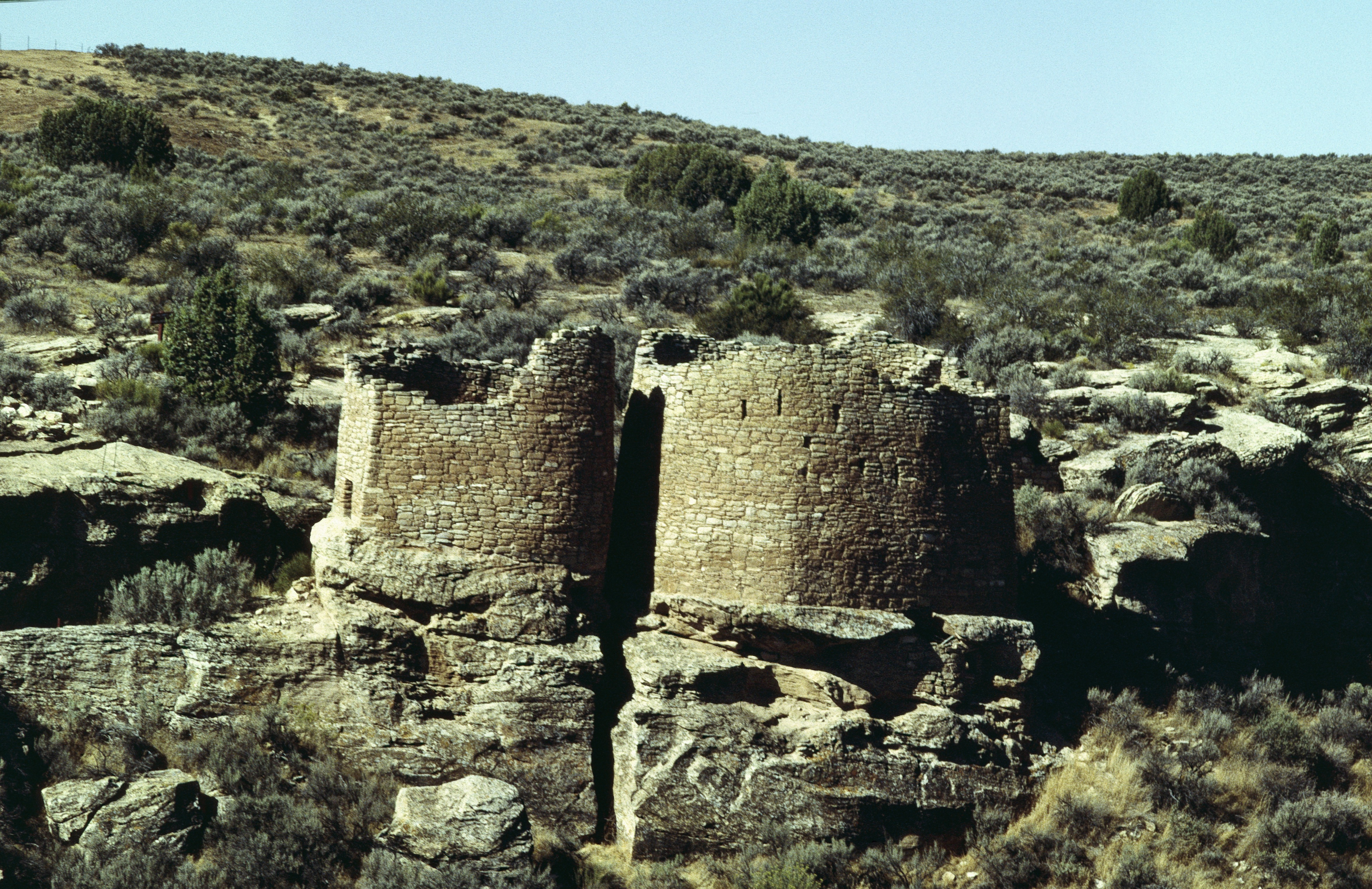
Twintowers
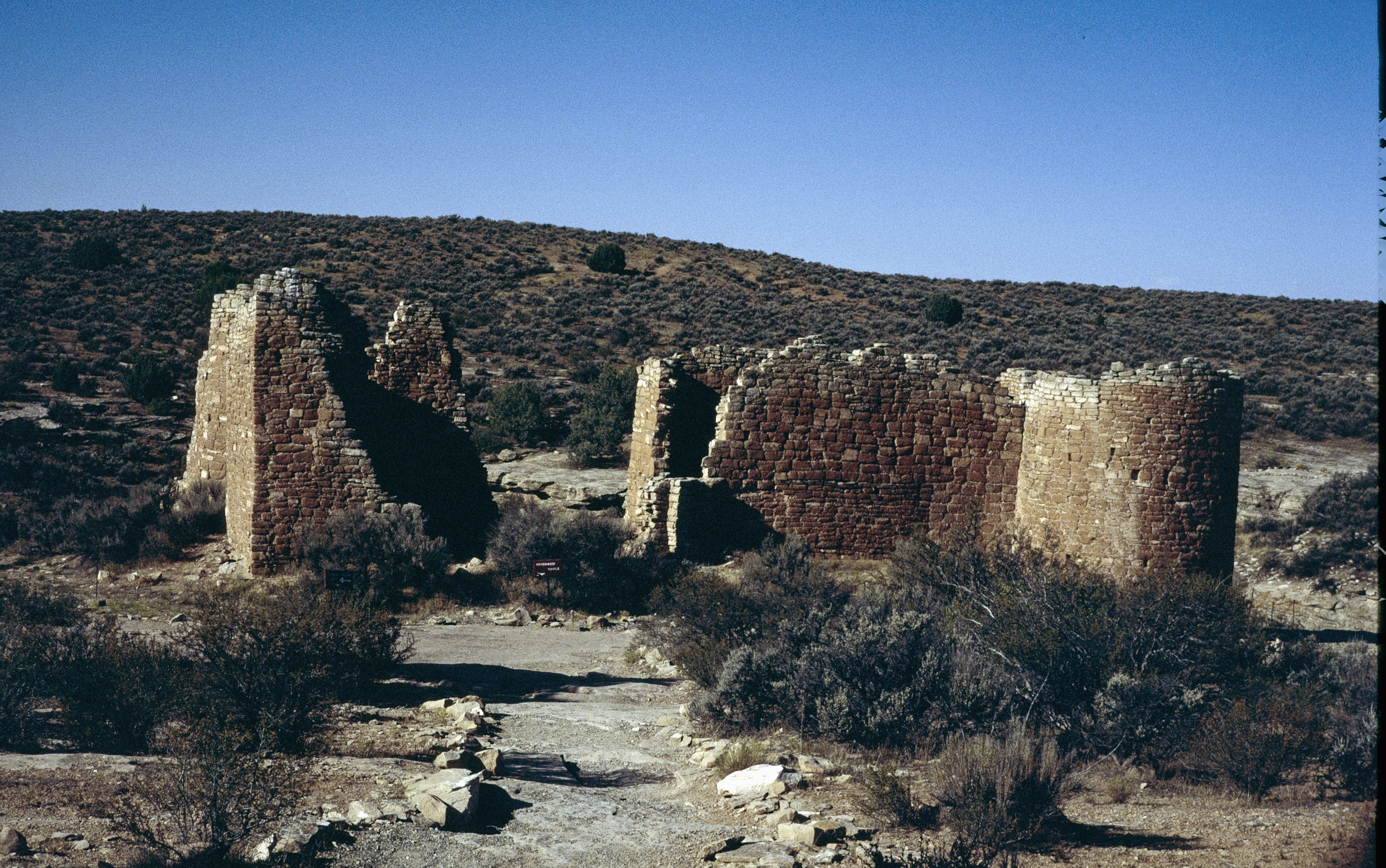
Hovenweep Castle
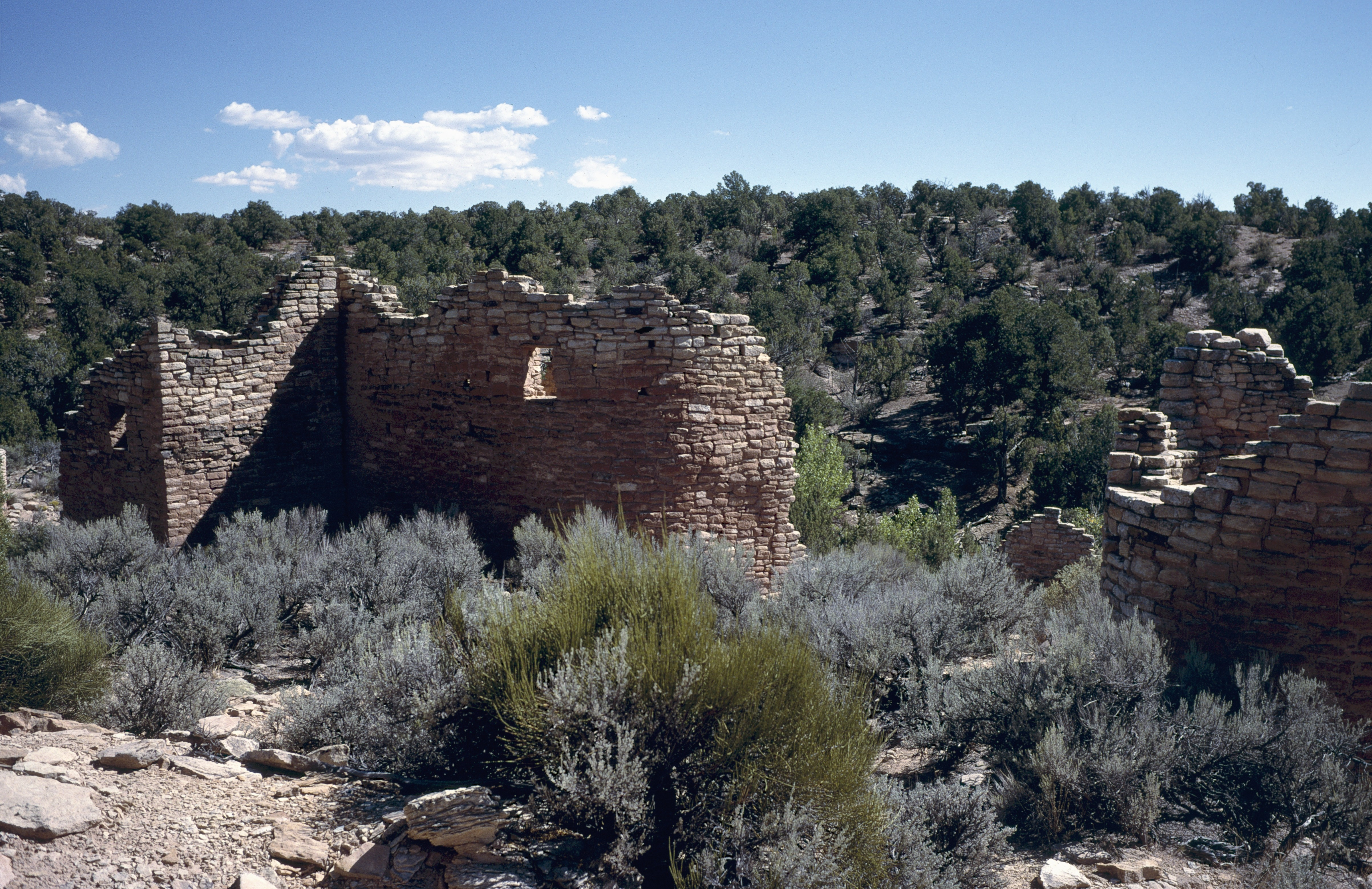
Cutthroat Gruppe
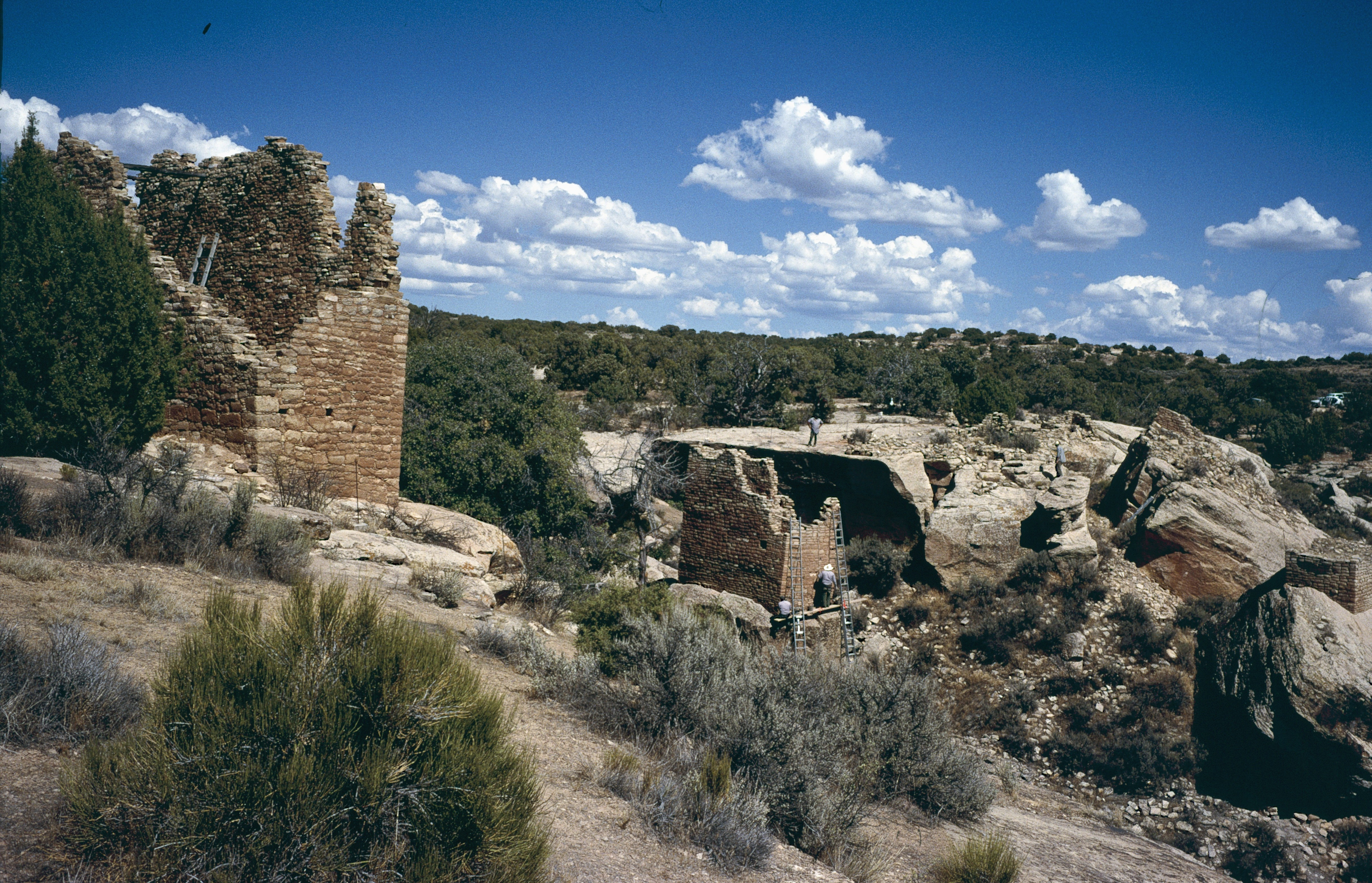
Holly Gruppe